# Paul Gerhard Braune

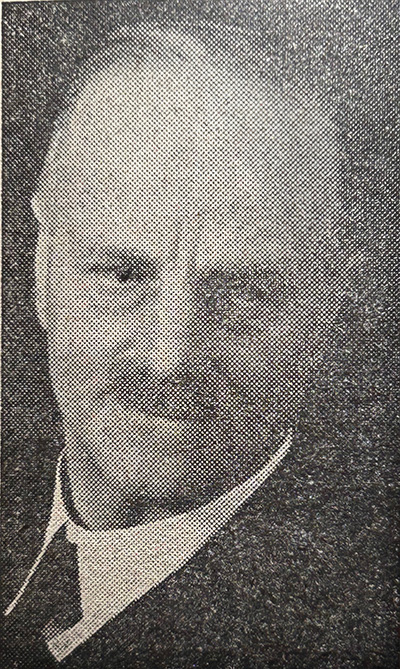
Paul Gerhard Braune

Paul Gerhard Braune (* 16. Dezember 1887 in Tornow (Kreis Landsberg an der Warthe); † 19. September 1954 in Gadderbaum (Kreis Bielefeld)) war evangelischer Pastor, Leiter der Hoffnungstaler Anstalten Lobetal und „Euthanasie“-Gegner sowie Kirchenmann in der DDR.

## Die ersten Jahre
Paul Gerhard Braune wurde als Sohn eines Pastors geboren. Nach dem Besuch des Gymnasiums in Eberswalde studierte er Theologie an der Kirchlichen Hochschule Bethel und den Universitäten Halle und Berlin. Er wurde Mitglied im Hallenser und Berliner Wingolf. In Bethel lernte er Friedrich von Bodelschwingh kennen. Nach der Ordination 1913 wurde er Hilfsprediger in Hägermühle bei Eberswalde und 1914 Pastor in Hohenkränig bei Schwedt/Oder. 1922 rief ihn Bodelschwingh nach Lobetal zur dortigen Bodelschwinghschen Anstalt. Braune übernahm die Leitung dieser Wohnanlage für sozial Schwache, Behinderte und alte Menschen. Gleichzeitig wurde er zum Bürgermeister des Ortes gewählt.

## Während der Zeit des Nationalsozialismus
Nach dem Tod seiner ersten Frau heiratete Paul Gerhard Braune 1932 Berta Mohr, mit der er vier Kinder bekam. Im gleichen Jahr wurde Braune Vizepräsident des Zentralausschusses für die Innere Mission. Er trat konsequent gegen deren Vereinnahmung durch die Nationalsozialistische Volkswohlfahrt seit 1933 ein. Gleichzeitig schloss er sich der Bekennenden Kirche an, und bereits ein Jahr später wurde er erstmals durch die Gestapo verhört. Sein Kampf (gemeinsam mit Friedrich von Bodelschwingh) gegen die sog. Euthanasie gilt als bedeutender Akt protestantischen Widerstandes im Nationalsozialismus. Ihm gelang es, den Abtransport von Bewohnern zu verhindern. Aus den ihm bekannten Informationen über planmäßige Verlegungen und massenhafte Todesmeldungen aus dem gesamten Reichsgebiet formulierte er eine an Hitler gerichtete Denkschrift „Planwirtschaftliche Verlegung von Insassen der Heil - und Pflegeanstalten“. Die allein von ihm unterzeichnete Denkschrift wurde mit Begleitschreiben des Zentralausschusses und der Evangelischen Kirche der Reichskanzlei übergeben. Braune weigerte sich, Kranke der Hoffnungstaler Anstalten auszuliefern. Auch rassisch und politisch Verfolgte sowie Deserteure fanden dort Unterstützung.
Dieser Kampf gegen die „Euthanasie“ und gegen die Vereinnahmung der Inneren Mission führte am 12. August 1940 zu seiner Inhaftierung durch die Gestapo. Für drei Monate wurde er im Gestapo-Gefängnis in der Prinz-Albrecht-Straße inhaftiert.
1943 setzte sich Braune für verhaftete homosexuelle Bewohner der Hoffnungstaler Anstalten ein und schrieb, erfolglos, Gnadengesuche für die zum Tode Verurteilten.

## In der DDR
Braune wurde 1945 Präsident des Zentralausschusses der Inneren Mission (Ost) und Domherr zu Brandenburg. Er wurde als Bürgermeister und Anstaltsleiter Mitglied der Ost-CDU. Er pflegte enge, vertrauensvolle Kontakte zum leitenden Mitarbeiter in der Hauptabteilung „Verbindung zu den Kirchen“ der Regierungskanzlei der DDR, Kurt Grünbaum, der Lobetal 1951 im Auftrag des stellvertretenden Ministerpräsidenten Otto Nuschke besuchte.
Von der SED-Staatsmacht wurde Braune und die Anstaltsdiakonie stark angefeindet.
Als am 18. Mai 1953 lokale SED-Staatsfunktionäre vom Rat des Kreises Bernau und des Bezirks Frankfurt die Hoffnungstaler Anstalten Lobetal zur Verstaatlichung beschlagnahmen wollten, konnte Paul Gerhard Braune die Besatzer zum Abzug bewegen und so die Enteignung verhindern.
Am 19. September 1954 starb Paul Braune in Bethel an den Folgen eines Herzinfarktes. Sein Grab befindet sich auf dem Zionsfriedhof in Bielefeld/Bethel.